# Amelia Shankley
Amelia Shankley est une actrice britannique, née le 6 juin 1972, à Londres. Elle est principalement connue pour avoir interprété le rôle d'Alice Liddell dans le film de 1985, Dreamchild.

## Filmographie partielle

### Cinéma
- 1985 : Dreamchild
- 1989 : Le Petit Chaperon rouge
- 2010 : Butterfly Crush

### Télévision
- 1986 : La Petite Princesse
- 1990 : Casualty (1 épisode)
- 1992 : Les Cadavres exquis de Patricia Highsmith (1 épisode)

## Distinctions

### Récompenses
- Festival international de Paris du film fantastique et de science-fiction
  - Meilleure actrice 1986 (Dreamchild)

### Nominations
- Saturn Award :
  - Nommé au Saturn Award du meilleur jeune acteur 1986 (Dreamchild)